# Challand-Saint-Victor
Challand-Saint-Victor (fr. AFI: [ʃalɑ̃ sɛ̃ viktɔʁ]  - Tchallan in patois valdostano, z'undra Tschallanh nella variante walser Töitschu) è un comune italiano di 561 abitanti della Valle d'Aosta che si trova in Val d'Ayas.

## Geografia fisica

### Territorio
Challand-Saint-Victor è il primo comune che si incontra risalendo la Val d'Ayas a partire da Verrès. Nel suo territorio scorre il torrente Évançon, che presso la frazione di Isollaz forma la cascata di Isollaz.
- Classificazione sismica: zona 4 (sismicità molto bassa)[6]

## Storia
La zona era abitata fin dalla preistoria, come testimonia la presenza di un dolmen presso il col d'Arlaz, a 1029 m s.l.m., che collega la bassa val d'Ayas alla valle centrale nel comune di Montjovet.

### Età moderna
Il 26 giugno 1928, col regio decreto n. 1088, il comune era stato unito a quello di Challand-Saint-Anselme, sotto il nome unico di Challant, in seguito italianizzato in Villa Sant'Anselmo (Ville è il nome del capoluogo di Challand-Saint-Victor, mentre sant'Anselmo è il santo patrono della parrocchia del comune di Challand-Saint-Anselme); il 12 settembre 1946, col decreto n. 9469 del Presidente del Consiglio della Valle, l'illustre storico Federico Chabod, il comune è stato nuovamente ricostituito con il nome di Challant-Saint-Victor (con la "t" finale).

L'attuale denominazione (con la "d" finale) è del 1976.
Occorre precisare che i due toponimi "Challant" et "Challand" sono omofoni secondo le regole di pronuncia della lingua francese.

### Simboli
Lo stemma comunale e il gonfalone sono stati concessi con decreto del Presidente della Giunta Regionale del 29 marzo 2004.
Lo stemma riprende il blasone della famiglia Challant, visconti d'Aosta, attestati nella regione sin dalla fine dell'XI secolo.
Il gonfalone è un drappo partito di rosso e d’argento.

## Monumenti e luoghi d'interesse

### Architetture civili
- La casa Denabian, in frazione Ville, oggi di aspetto ordinario, risale al XIII secolo: fino a qualche anno fa vi si conservava un blasone affrescato dei nobili Denabian [8]
- In frazione Vervaz si conservano due ponti romani a schiena d'asino, un tempo unico collegamento tra l'adret e l'envers della val d'Ayas[9]
- In frazione Ville, la Casa Masù, detta Sala, presenta analogie con il castello Pascal de la Ruine di Morgex: era la dimora di Caterina di Challant e Pietro d'Introd nella seconda metà del XV secolo, e fu proprietà dei nobili Masù [8]

### Architetture religiose
La chiesa parrocchiale, che conserva al proprio interno un crocefisso del XV secolo.

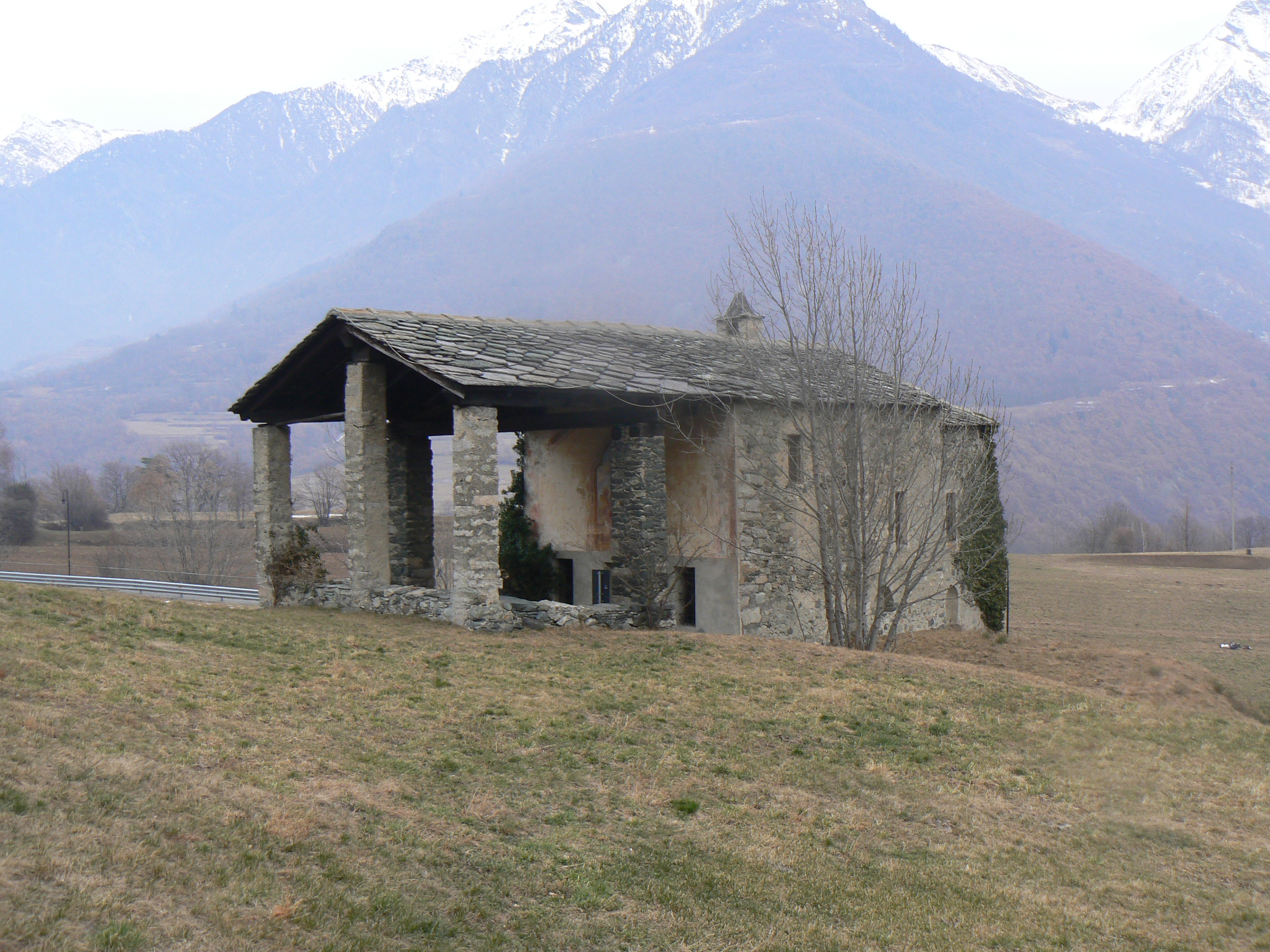
La Cappella di Saint-Préject
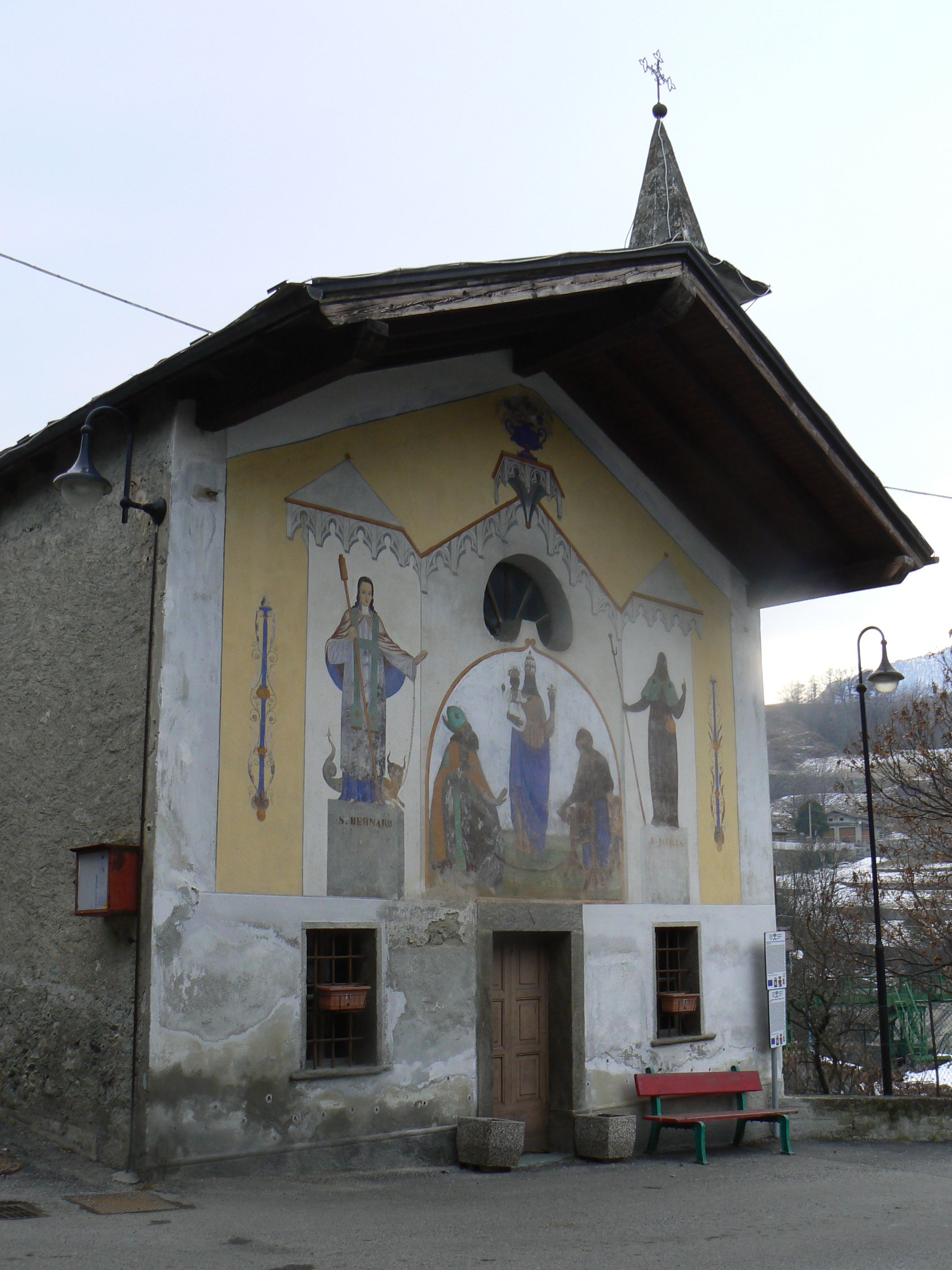
Cappella dei Santi Giacomo il Maggiore, Erasmo e Clair (Saint-Jacques, Saint-Érasme et Saint-Clair), a Isollaz. Sulla facciata si nota la Madonna di Oropa
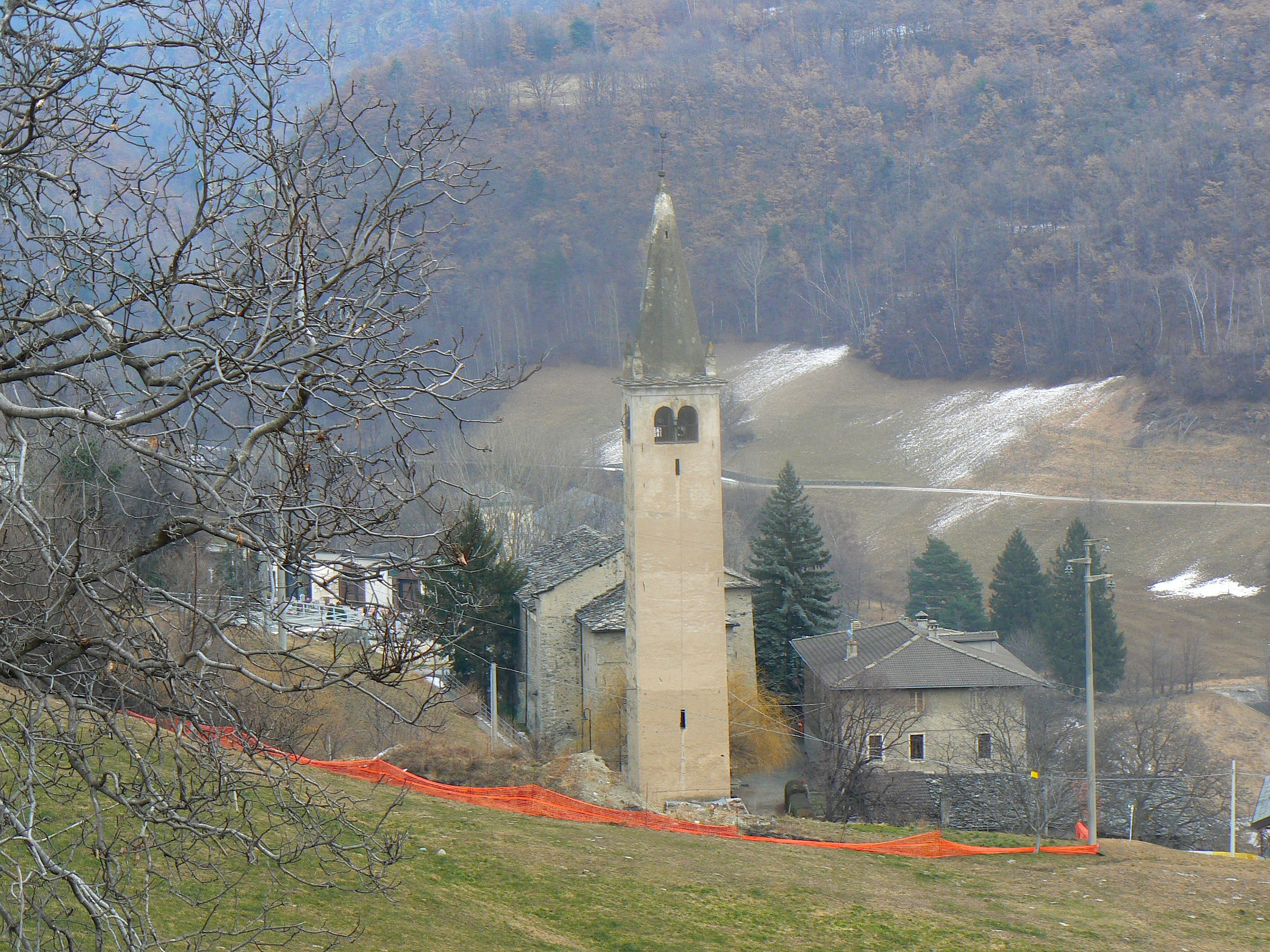
La chiesa di Sizan

### Architetture militari
- il Castello di Villa[8], all'interno della Riserva naturale
- in località Bonot della frazione Isollaz si trova la torre di Bonot o tour des Signaux, torre di segnalazione tra il castello di Graines, il castello di Villa e il castello di Verrès[8][9]

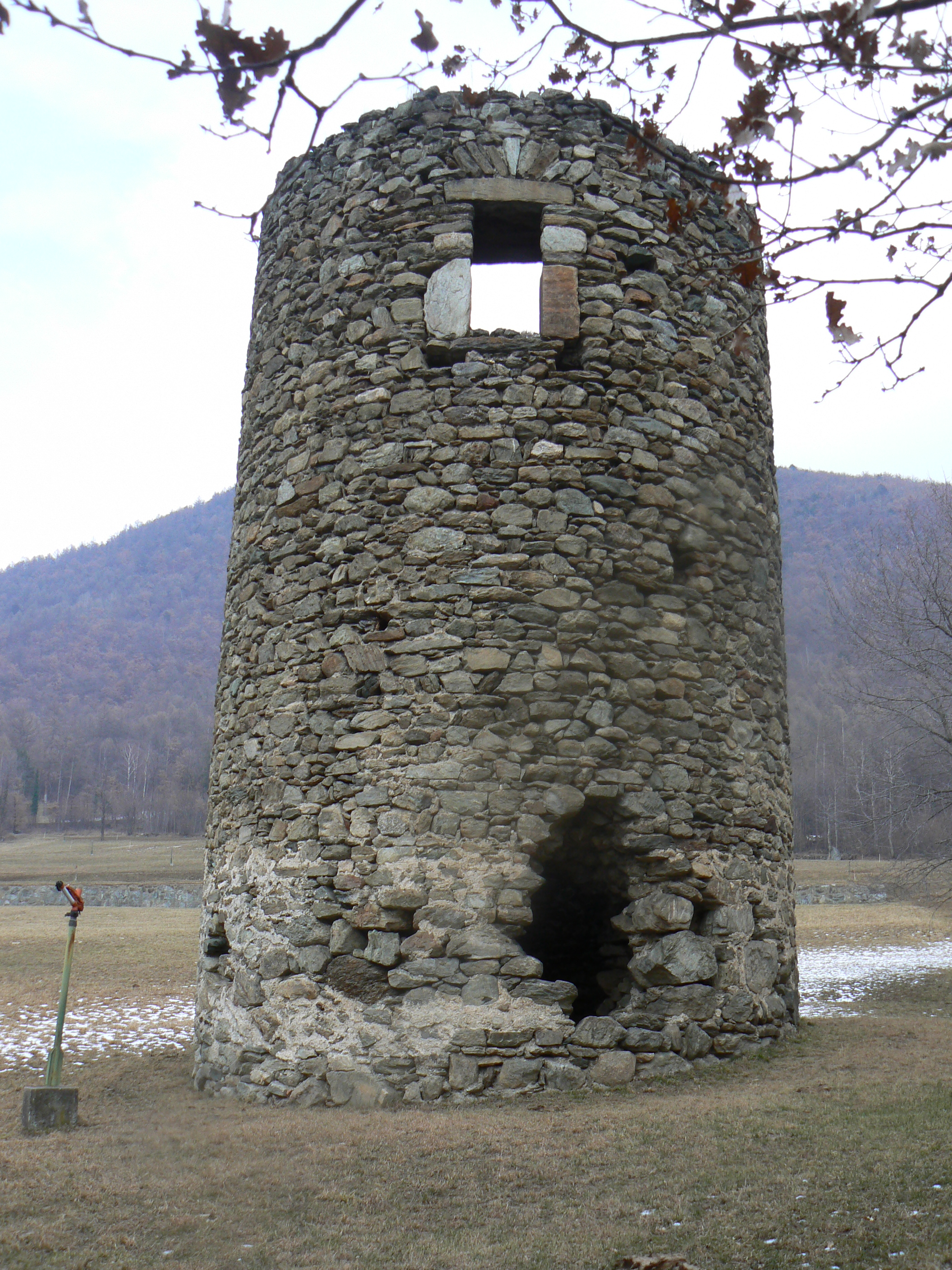
La Torre di Bonot
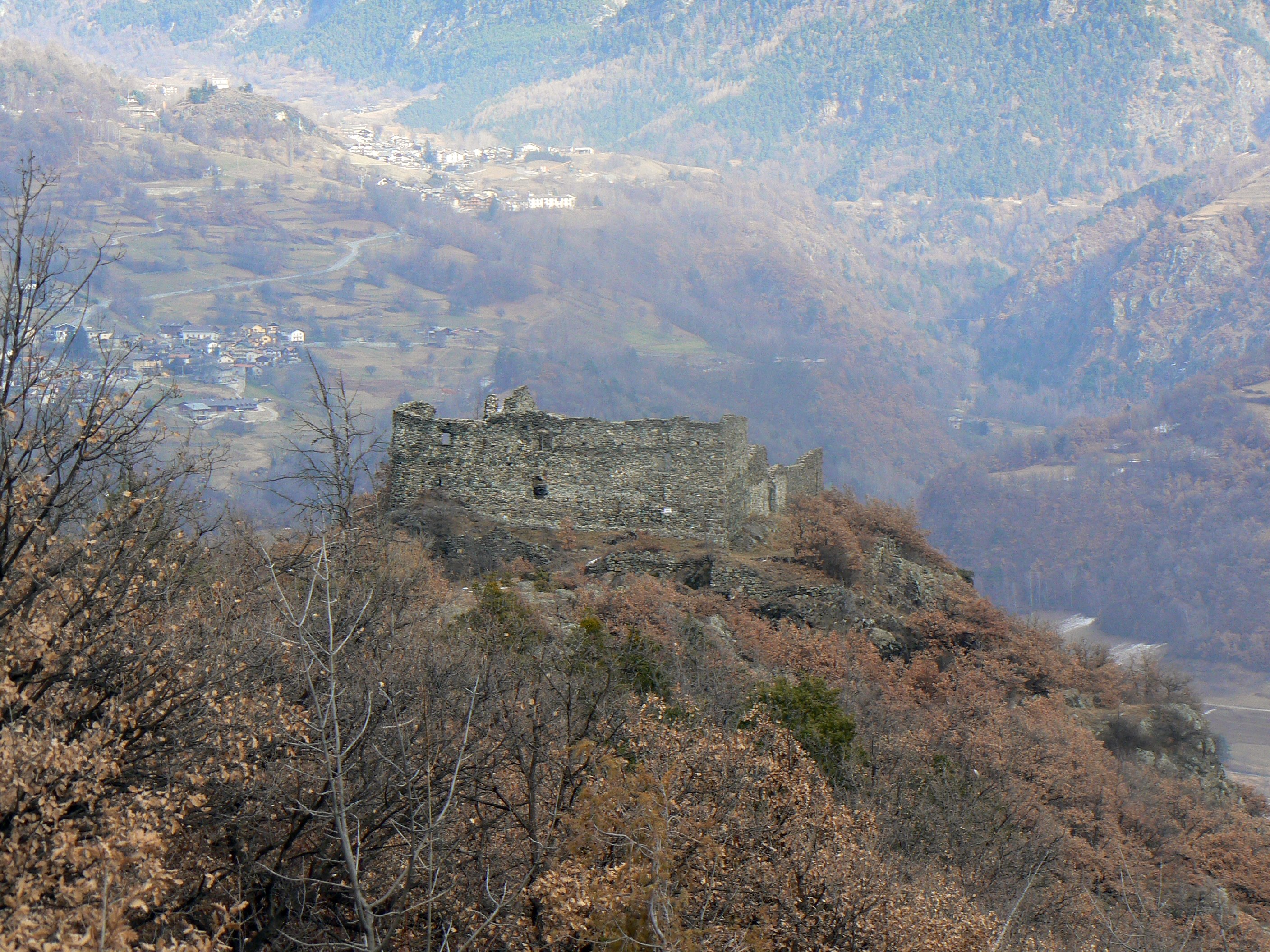
Il Castello di Villa

### Aree naturali
Il territorio comunale è percorso da interessanti sentieri naturalistici: il comune è attraversato dal torrente Evançon, che forma una cascata spettacolare presso Isollaz, la cascata di Isollaz (pron. "Isòlla").
Una seconda cascata, chiamata cascata di Orbeillaz, si trova lungo il percorso naturalistico del Ru d'Arlaz, al confine con Challand-Saint-Anselme, percorrendo il quale si arriva ad un curioso monolite naturale detto Flambeau d'Arlaz.
Sul territorio è presente una delle più importanti aree protette valdostane, la Riserva naturale Lago di Villa (in francese, Réserve naturelle du lac de Ville), unico luogo in Valle d'Aosta in cui è presente la Ninfea ed è stato riconosciuto in data 20 dicembre 2012 "Meraviglia Italiana".
Le Brenghe de Builey (Bringues de Builey) sono un monumento naturale riconosciuto con legge regionale e Formazioni Boschive di Protezione, nella frazione omonima.

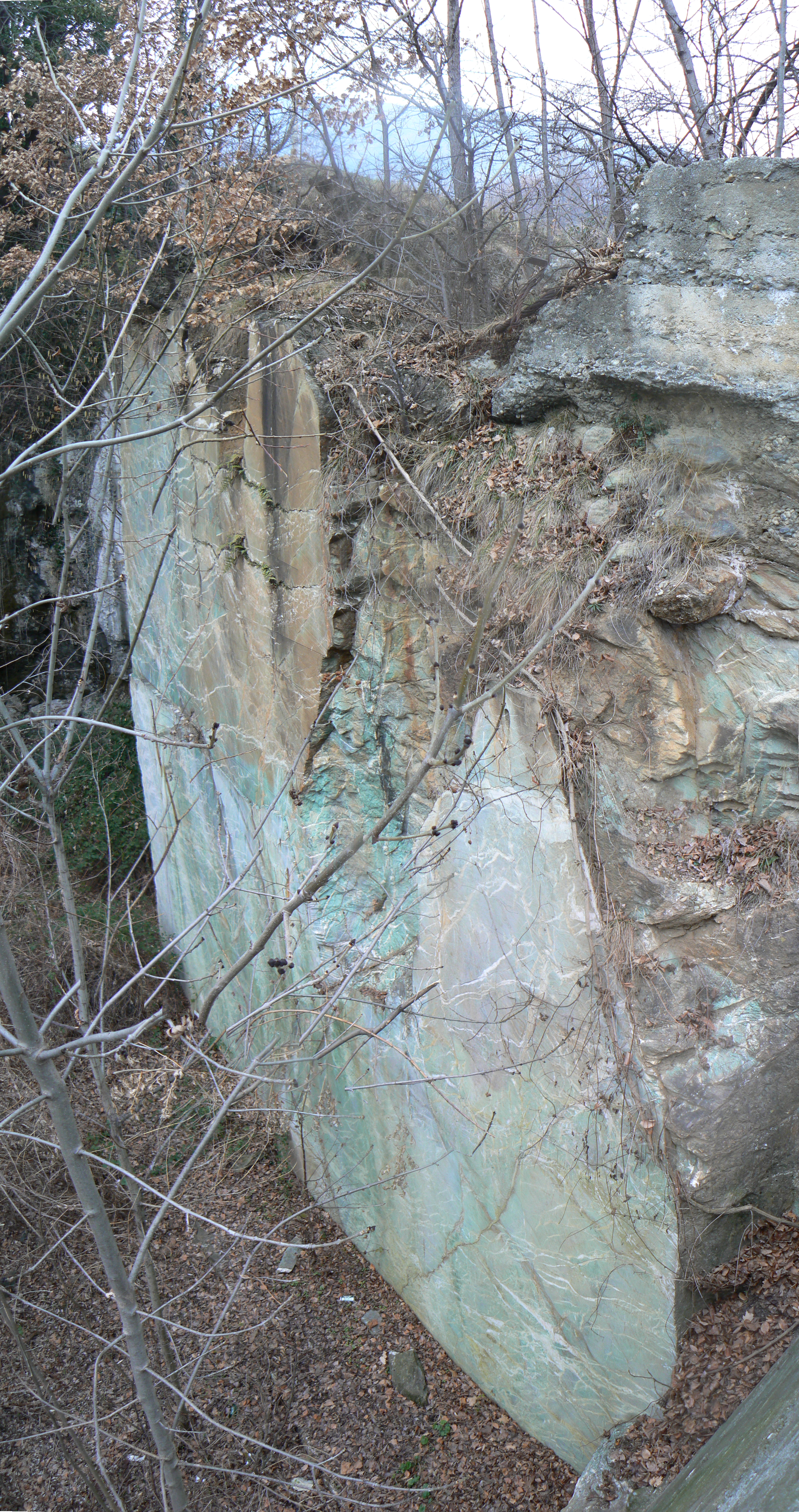
La cava in località Sizan.
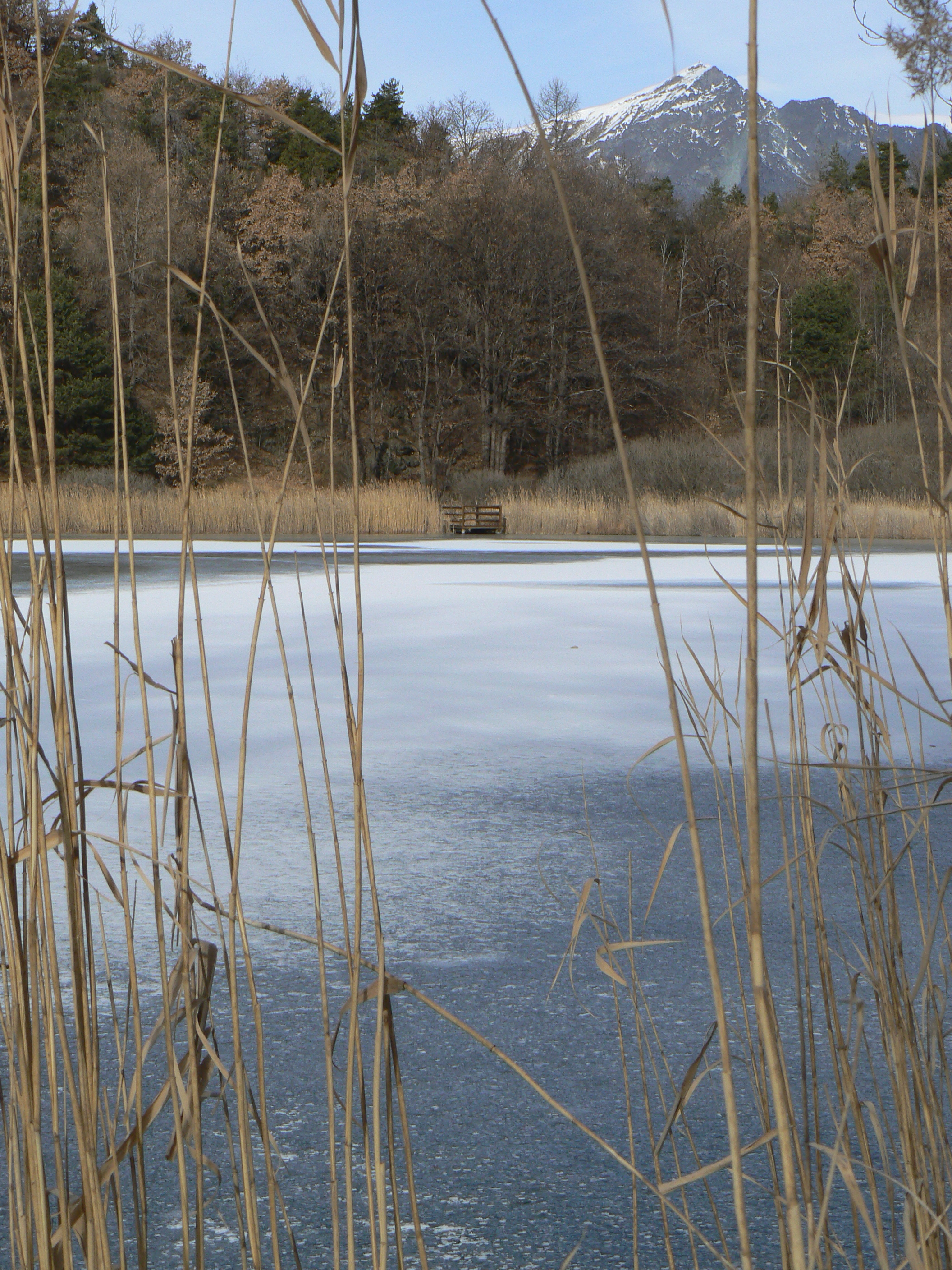
Il Lago di Villa in inverno
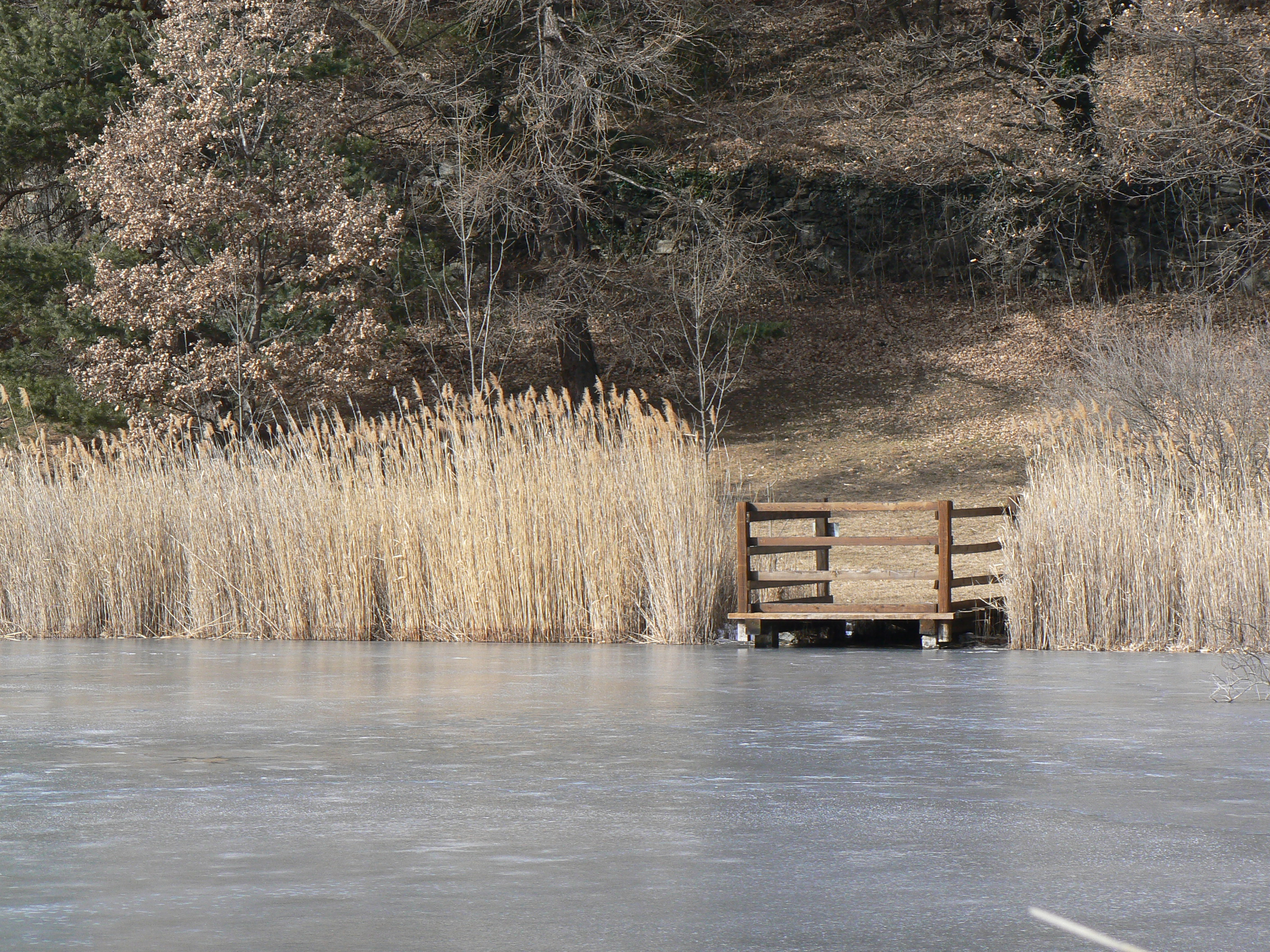
Il lago di Villa in inverno
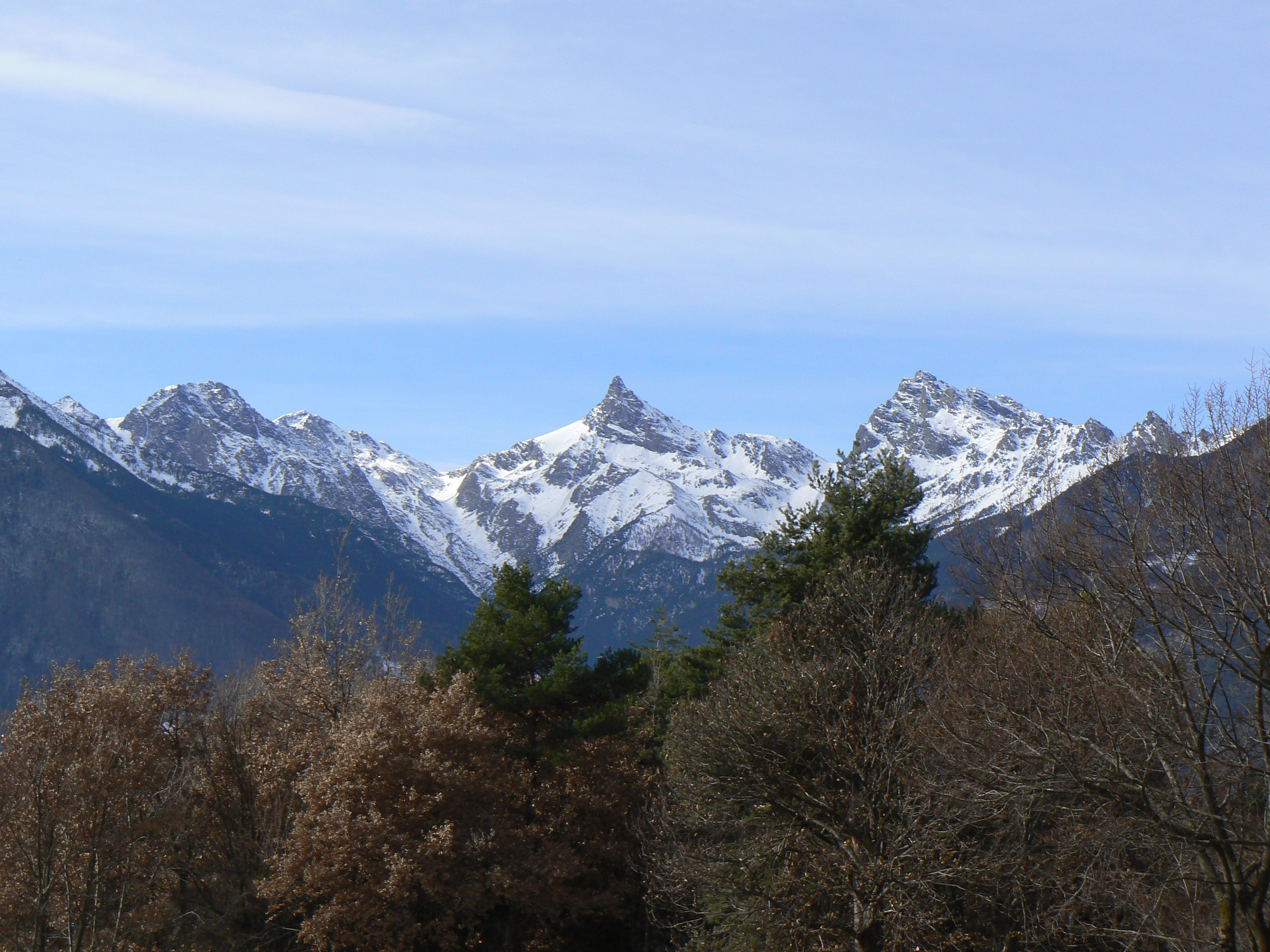
Panorama dalla Riserva naturale
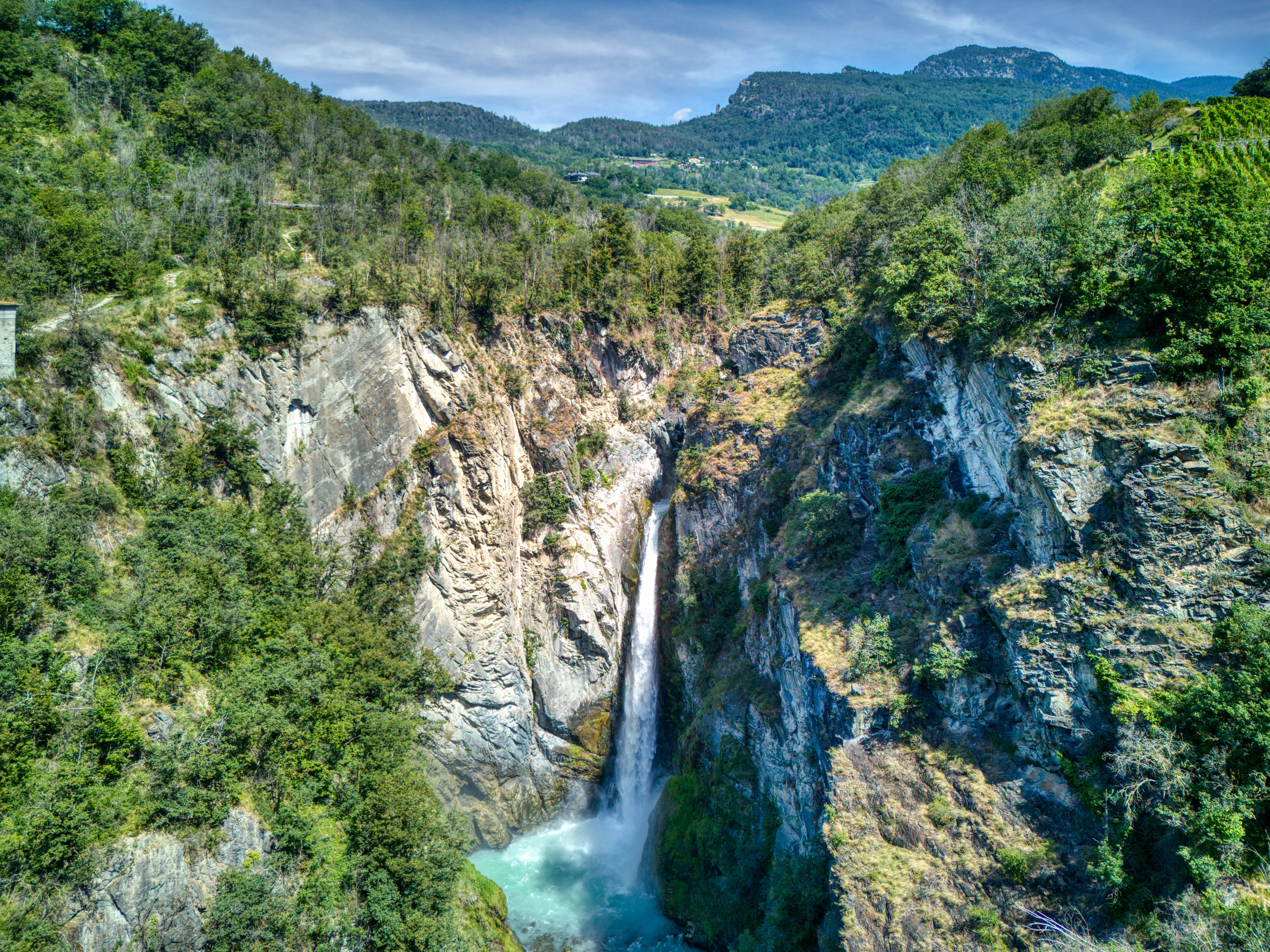
La cascata dell'Evançon a Isollaz (pron. "Isòlla")

## Società

### Evoluzione demografica
Abitanti censiti

## Economia
Come in molti comuni valdostani anche nel comune di Challand-Saint-Victor si produce energia idroelettrica. La Centrale idroelettrica di Isollaz, in gestione alla CVA, sfrutta le acque dei torrenti Evançon, Lavasey e Graine.
Importante è la lavorazione del legno finalizzata alla realizzazione di vari oggetti, tra i quali gli zoccoli tipici denominati sabot.

## Amministrazione

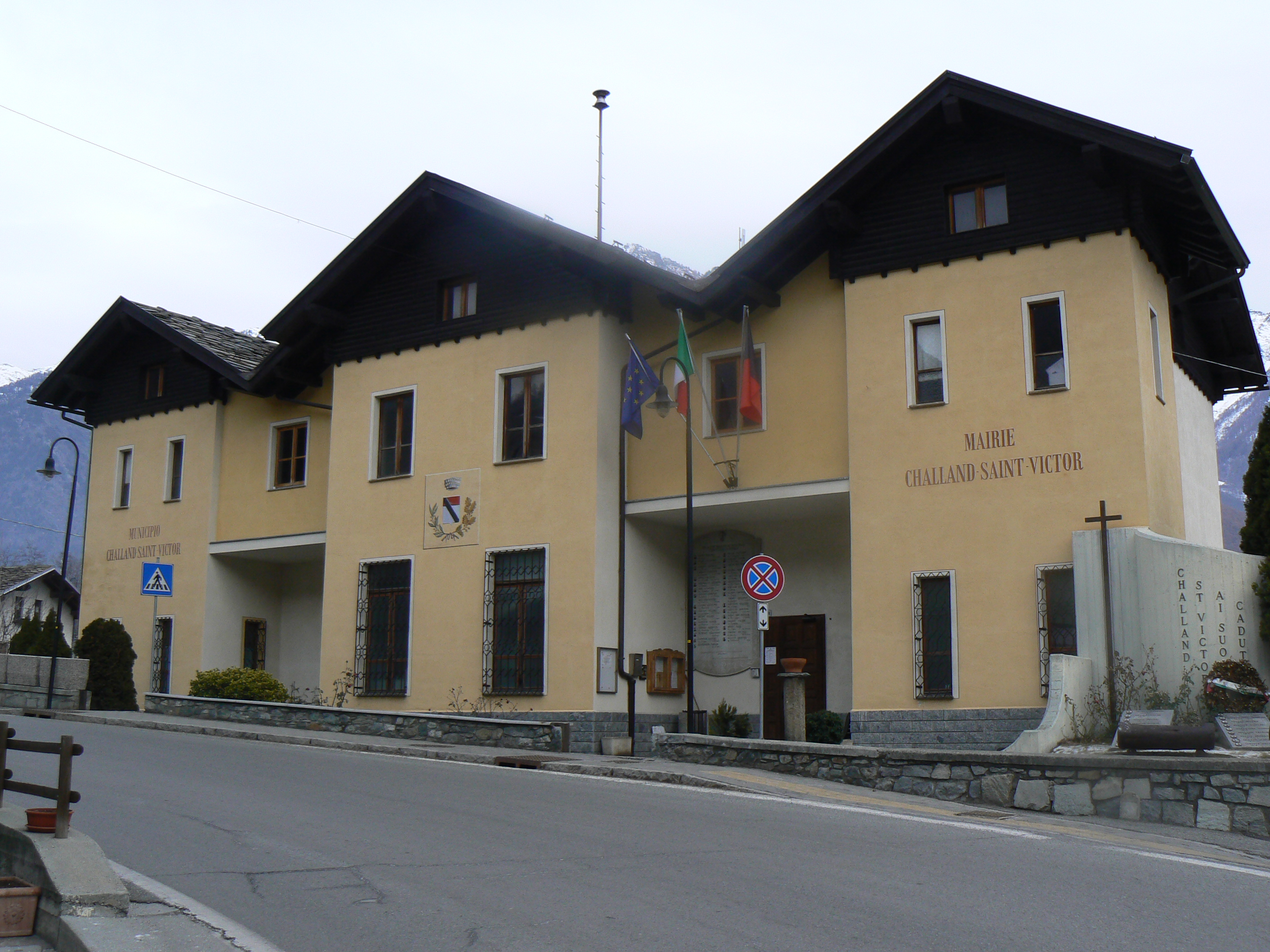
Il municipio

Fa parte dell'Unité des Communes valdôtaines Évançon.
Di seguito è presentata una tabella relativa alle amministrazioni che si sono succedute in questo comune.
| Periodo        | Periodo        | Primo cittadino      | Partito                   | Carica  | Note   |
| -------------- | -------------- | -------------------- | ------------------------- | ------- | ------ |
| 23 maggio 1965 | 6 luglio 1990  | Normino Malcuit      | Democrazia Cristiana      | Sindaco | [ 16 ] |
| 6 luglio 1990  | 29 maggio 1995 | Mario Gianino        | Partito Liberale Italiano | Sindaco | [ 16 ] |
| 29 maggio 1995 | 8 maggio 2000  | Piergiorgio Bertacco | lista civica              | Sindaco | [ 16 ] |
| 8 maggio 2000  | 9 maggio 2005  | Piergiorgio Bertacco | lista civica              | Sindaco | [ 16 ] |
| 9 maggio 2005  | 24 maggio 2010 | Roberto Malcuit      | lista civica              | Sindaco | [ 16 ] |
| 24 maggio 2010 | 11 maggio 2015 | Gabriella Minuzzo    | lista civica              | Sindaco | [ 16 ] |
| 21 maggio 2015 | in carica      | Michel Savin         | lista civica              | Sindaco | [ 16 ] |

## Sport

Giocatori di tsan si allenano in attesa del campionato primaverile.

Sul col d'Arlaz è presente un campo per giocare a tzan e rebatta, caratteristici sport tradizionale valdostano.
In particolare, in questo comune è presente una sezione di tsan.